# Oppenheim Architecture
Oppenheim Architecture es un estudio de arquitectura, planificación e interiorismo con sedes en Miami, Nueva York y Basilea, fundado en 1999 por Chad Oppenheim.
La firma ha recibido múltiples distinciones, incluyendo más de 45 premios AIA. Los proyectos varían entre edificios de la industria de hospitalidad, edificios comerciales de uso mixto, industria del retail y edificios residenciales en más de 25 países.
El estudio es destacado por diseñar en Bel Air, Los Ángeles, la residencia del director de cine Michael Bay. En 2018, la firma recibió el Premio Nacional de Diseño de Diseño de Interiores por Cooper Hewitt, Smithsonian Design Museum.

## Historia
Oppenheim Architecture fue fundada en 1999 por Chad Oppenheim, quien obtuvo su B.Arch de la Universidad de Cornell en 1994. Al graduarse, trabajó en la firma de arquitectura y diseño Arquitectonica con sede en Miami hasta 1999, cuando partió para establecer su propia oficina. Junto con Beat Huesler, abrieron la oficina de Basilea en 2009. La oficina Oppenheim Architecture New York abrió sus puertas en 2015.

## Proyectos destacados
- 2021 Escondido, Malibú[11]
- 2020 Residencia de Star Metals, Atlanta[12]
- 2018 Ayla Golf Clubhouse, Aqaba, Jordania[13]
- 2018 Hotel Emiliano, Río de Janeiro[14]
- 2017 Sede central GLF, Miami[15]
- 2016 Villa Allegra, Miami
  - Residencia privada de Chad Oppenheim
- 2015 Net Metropolis (Net Park), Manila
  - Primer edificio verde certificado en Filipinas[16]
- 2015 Premio de plata de diseño AIA Miami[17]
- 2014 L.A. Villa, Los Ángeles[18]
  - Residencia privada de Michael Bay
- 2013 Casa en una duna, Bahamas[19]
- 2012 La Muna, Montaña Roja, Aspen, Colorado
- 2012 Oficina Kirchplatz, Basilea, Suiza[8]
- 2009 Pabellón Hamaca del Parque Simpson (Simpson Park Hammock), Miami[20]
- 2007 Ten Museum Park, Miami
  - Se ubica entre los 20 edificios más altos de Miami

## Premios
- 2018 Premio Nacional de Diseño, para Diseño de Interiores por Cooper Hewitt, Smithsonian Design Museum[5]
- 2016 AIA Florida/Caribe, Premio de Honor a la Excelencia (LA Villa)
- 2016 AIA Miami, Premio de Honor a la Excelencia (Bal Harbour House; South Beach Penthouse)[21]
- 2015 AIA Miami Merit Award of Excellence (LA Villa)[22]
- 2014 Premios de diseño AIA Miami (Casa en una duna)[23]
- 2013 AIA Miami Firma del Año[24]
- 2013 Premio Internacional de Arquitectura Chicago Athenaeum (Wharf Road, Australia)[25]
- 2012 Design Center of the Americas Stars of Design, Premio Anual de Arquitectura
- 2011 Festival Mundial de Arquitectura (Wadi Rum Desert Resort)[26]
- 2008 Premios de diseño AIA Miami (Ten Museum Park)[27]
- 2006 Premios de diseño AIA Miami (Park Avenue, Cube, COR)[28]

## Publicaciones
- Four Florida Moderns, by Saxon Henry, Norton, 2010. ISBN: 978-0-393-73274-0.[29]
- Spirit of Place, publicado por Tra Publishing, 2018. ISBN: 978-0-9986931-1-8.[30]
- LAIR: Radical Homes and Hideouts of Movie Villains, publicado por Tra Publishing, 2019. ISBN: 978-1-7322978-6-9.[31]